# Bruno Foucart
Pour les articles homonymes, voir Foucart (homonymie).
Bruno Foucart, né à Cambrai le 4 août 1938 et mort à Courbevoie le 5 janvier 2018, est un historien de l’art et universitaire français. Par ses publications, son enseignement et ses diverses responsabilités, il est une figure essentielle des recherches sur l’art et l’architecture du xixe siècle et de la première moitié du xxe siècle.

## Biographie

### Carrière universitaire
Né à Cambrai le 4 août 1938, Bruno Foucart grandit à Dijon où son père, Jacques Foucart-Borville, est nommé magistrat. Après des études au lycée Carnot, il intègre l’École normale supérieure de Paris en 1959. Une fois accompli son service militaire en Algérie, il obtient l’agrégation de lettres classiques en 1963, puis entre au CNRS en 1965, où il travaille à l’Inventaire général.
Il s’oriente alors vers des études d’histoire de l’art à l’université de la Sorbonne. Inscrit en doctorat sous la direction de René Jullian puis, après la retraite de ce dernier, sous celle d’Yves Bottineau, il soutient sa thèse sur « Le renouveau de la peinture religieuse en France (1800-1860) » en 1980. Publiée en 1987 chez Arthena, cette étude est alors à contre-courant des opinions et des goûts de l’époque : mettant en lumière l’œuvre des disciples d’Ingres, elle constitue le premier volet de sa réhabilitation du xixe siècle mal aimé.
Assistant à la Sorbonne durant son doctorat, il enseigne ensuite aux universités de Bourgogne, Paris-Nanterre et Sorbonne Université (1983-2006) ainsi qu’à l’École nationale supérieure des beaux-arts et à l’École de Chaillot. Ce long magistère, durant lequel il dirige quelque cent cinquante thèses et de très nombreux masters, lui permet de former plusieurs générations d’historiens de l’art et de conservateurs, qui reconnaissent aujourd’hui bien volontiers leur dette à son égard.

### Responsabilités politiques et administratives

#### Dans les cabinets ministériels
Parallèlement à ses activités de chercheur et d’enseignant, Bruno Foucart a des responsabilités dans divers cabinets ministériels. Il fait ainsi partie, de juillet 1972 à mars 1973, de l’équipe de Xavier Deniau, secrétaire d’État chargé des Départements et des Territoires d’outre-mer, avant de rejoindre, de février à avril 1974, le cabinet d’Alain Peyrefitte, ministre des Affaires culturelles, puis, de juin 1974 à août 1976, celui de son successeur Michel Guy, secrétaire d’État à la Culture de Valéry Giscard d’Estaing, en tant que conseiller technique chargé de l'architecture et du patrimoine. Il prend part à l'inscription de la gare d’Orsay à l'inventaire supplémentaire des monuments historiques le 8 mars 1973 – ce qui permettra au bâtiment de devenir le musée du même nom –, ainsi qu’à la transformation de l’hôtel Salé en musée Picasso en 1974–1975. Comme l’écrit Jean-Jacques Aillagon, il aura « marqué l’histoire du ministère de la Culture et l’histoire des politiques en faveur du patrimoine de façon éclatante et déterminante, comme peu de conseillers auront pu le faire au sein d’un cabinet, en si peu de temps ».

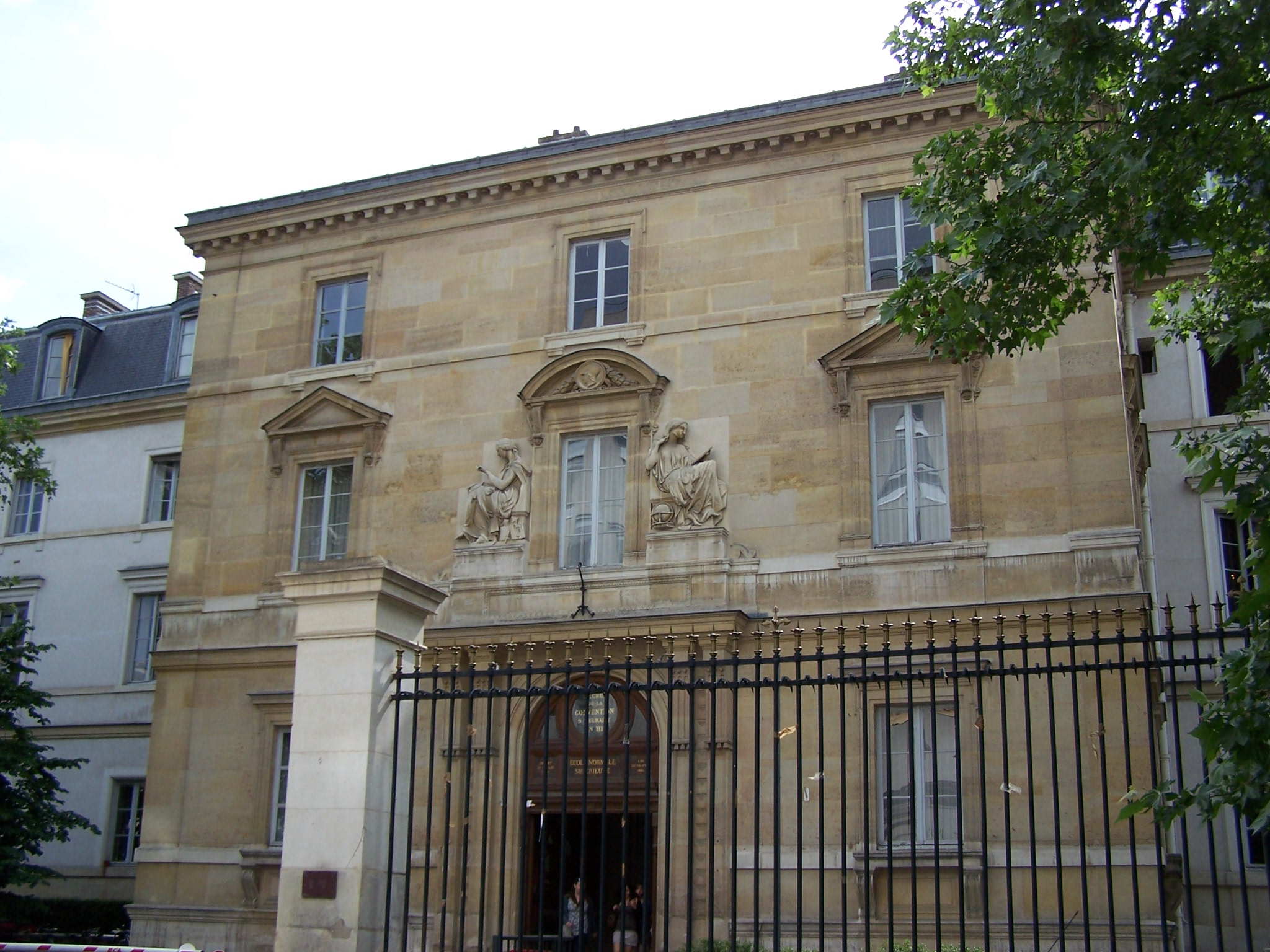
L’École normale supérieure (Paris).

#### Organismes et sociétés savantes

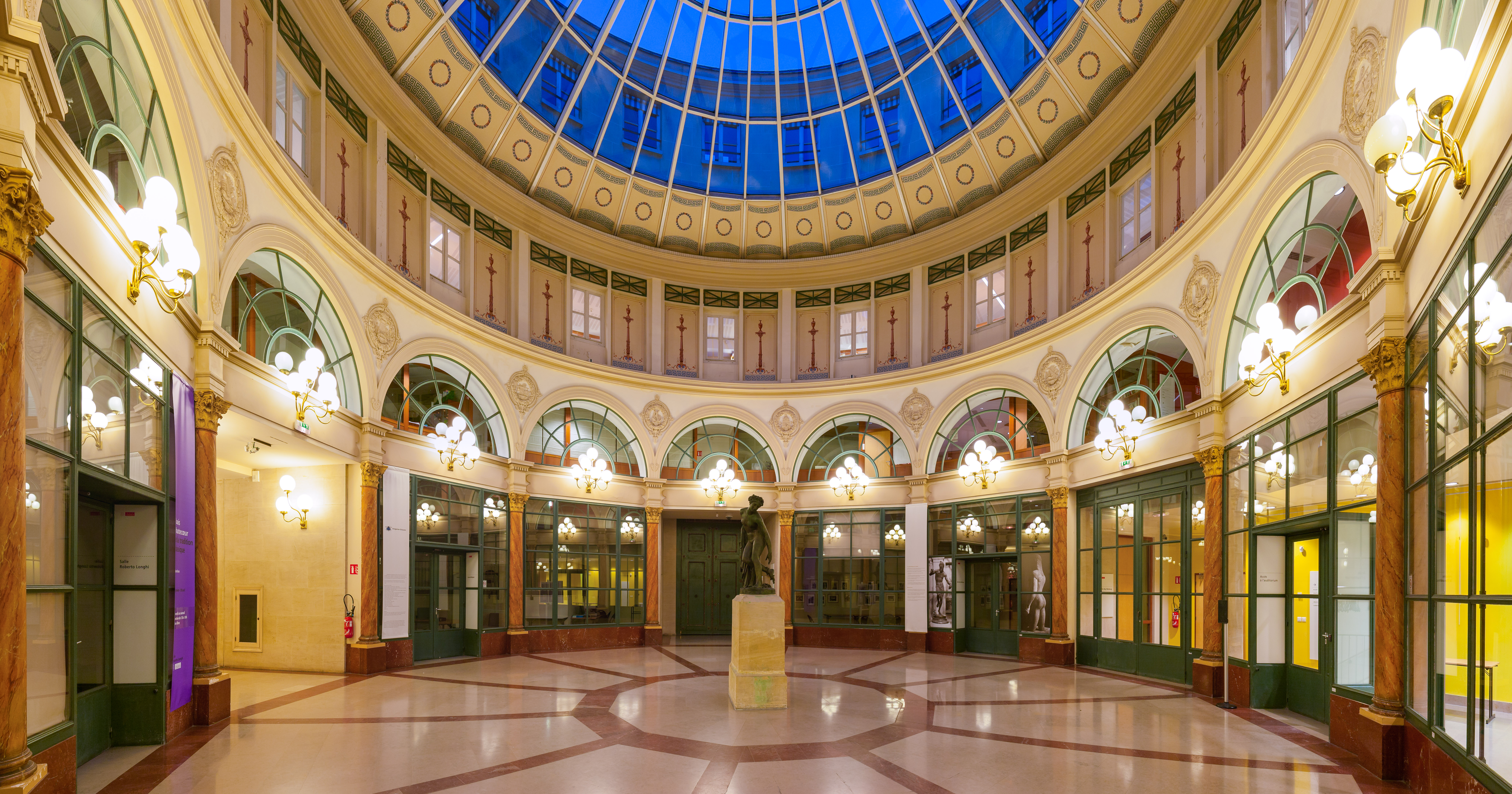
La galerie Colbert accueillant le Centre André-Chastel.

Parrainé par André Chastel et Jacques Thuillier, Bruno Foucart devient membre de la Société de l’histoire de l’art français en 1969, avant d'en devenir le secrétaire général de 1977 à 2004. Y faisant entrer un grand nombre de nouveaux adhérents issus de l'université comme du monde des musées, il contribue à élargir le champ d’étude de la SHAF à la seconde moitié du xixe siècle et même au xxe siècle. Sur un temps encore plus long, de 1973 à sa mort, il est également le secrétaire général de l’Institut Napoléon.
Des années 1990 aux années 2000, il est directeur de l’UFR d’Art et Archéologie de Sorbonne Université, période durant laquelle il favorise l’essor du département des arts décoratifs, et directeur du CRHAAM (Centre de recherche sur l’histoire de l’art et l’architecture moderne), devenu depuis 2004 le Centre André-Chastel. Enfin, en 2006, il est nommé président du Comité du patrimoine cultuel au ministère de la Culture.

#### Donations aux musées
En 2021, trois ans après sa mort, son frère Jacques Foucart et l'épouse de celui-ci, Élisabeth Foucart-Walter, donnent à plusieurs musées français des œuvres qu'il avait collectionnées de son vivant. C'est ainsi que le musée d'Orsay – dont la Société des amis avait été administrée par Bruno Foucart – hérite de quatre dessins, un pastel (Bonaparte d'Henri de Groux) et deux huiles. Six autres établissements bénéficient de ces dons : le musée des beaux-arts de Caen, le musée des Avelines de Saint-Cloud (Le Zouave trappiste d'Horace Vernet), le musée Ingres-Bourdelle de Montauban, le musée d'art et d'archéologie de Senlis, le musée des beaux-arts de Rennes et le Petit Palais de Paris,.

### Axes de recherche

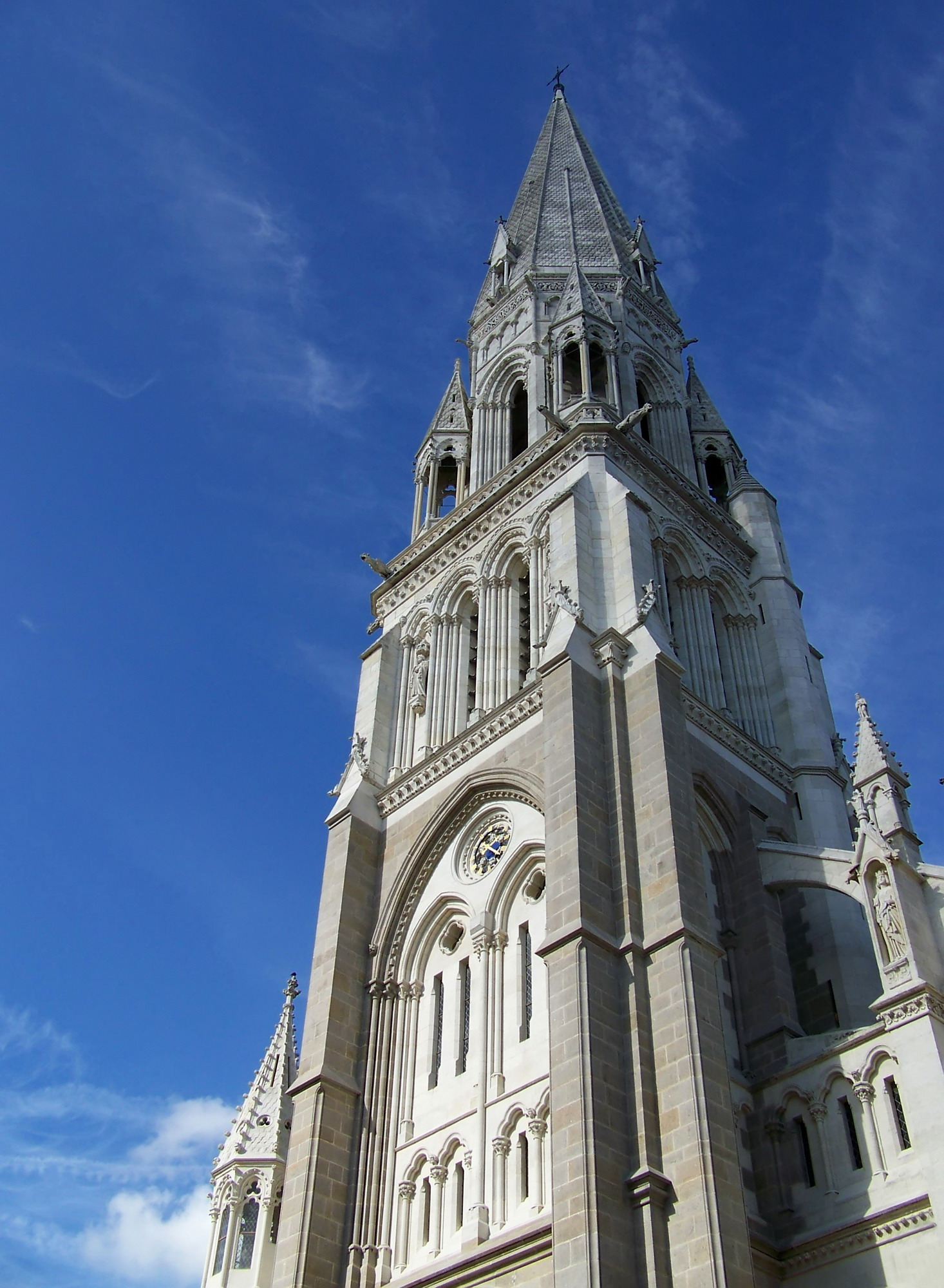
Basilique Saint-Nicolas de Nantes, un exemple d'architecture néo-gothique défendu par Bruno Foucart.

Avant même sa thèse sur la peinture religieuse, Bruno Foucart publie en 1974 l’article « Comment peut-on aimer une église du xixe siècle ? Ou de la réhabilitation du pastiche », texte pionnier et fondateur qui lance les recherches sur l’art religieux du xixe siècle.
Très attaché à cette période, il joue également un rôle décisif dans la protection de son patrimoine architectural – qu’il soit sacré, civil ou industriel –, notamment en faisant inscrire ou classer plusieurs monuments au titre des Monuments historiques, et réhabilite avec éclat l’œuvre de l’architecte-restaurateur Eugène Viollet-le-Duc à l’occasion de l’exposition monographique au Grand Palais en 1980.
Se voyant confier, à partir de 1968, la direction scientifique de la bibliothèque Marmottan à Boulogne, il profite de ses nouvelles responsabilités pour organiser de nombreuses expositions sur Napoléon et l’Empire, mais aussi – preuve de l’éclectisme de ses goûts (notion qui lui était chère) – pour développer l’intérêt du public pour l’architecture Art déco, très représentée dans la ville. Élu conseiller municipal de Boulogne, chargé de la culture, il joue également un rôle très important dans la création du musée des Années Trente et défend avec vigueur le patrimoine de la première moitié du xxe siècle.

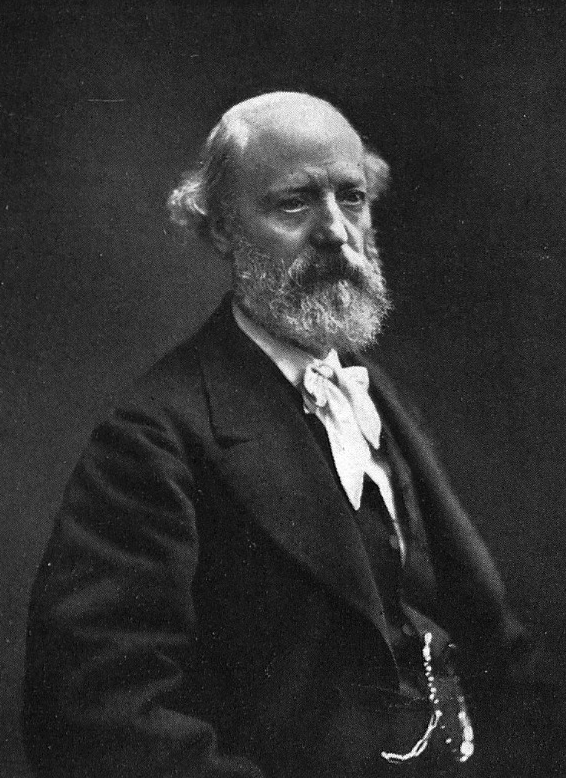
Eugène Viollet-le-Duc, photographié par Nadar.

## Publications
Si sa thèse devient un livre en 1987, Bruno Foucart publie finalement peu d’ouvrages (voir la liste ci-dessous). En revanche, il est l’auteur d’un très grand nombre d’articles, essais et préfaces puisque sa bibliographie totalise quelque 400 entrées à la fin de sa vie. Il écrit également régulièrement pour la presse, d’abord pour Le Quotidien de Paris (1981–1985), puis pour Beaux-Arts Magazine, Connaissance des arts et enfin Le Figaro littéraire.

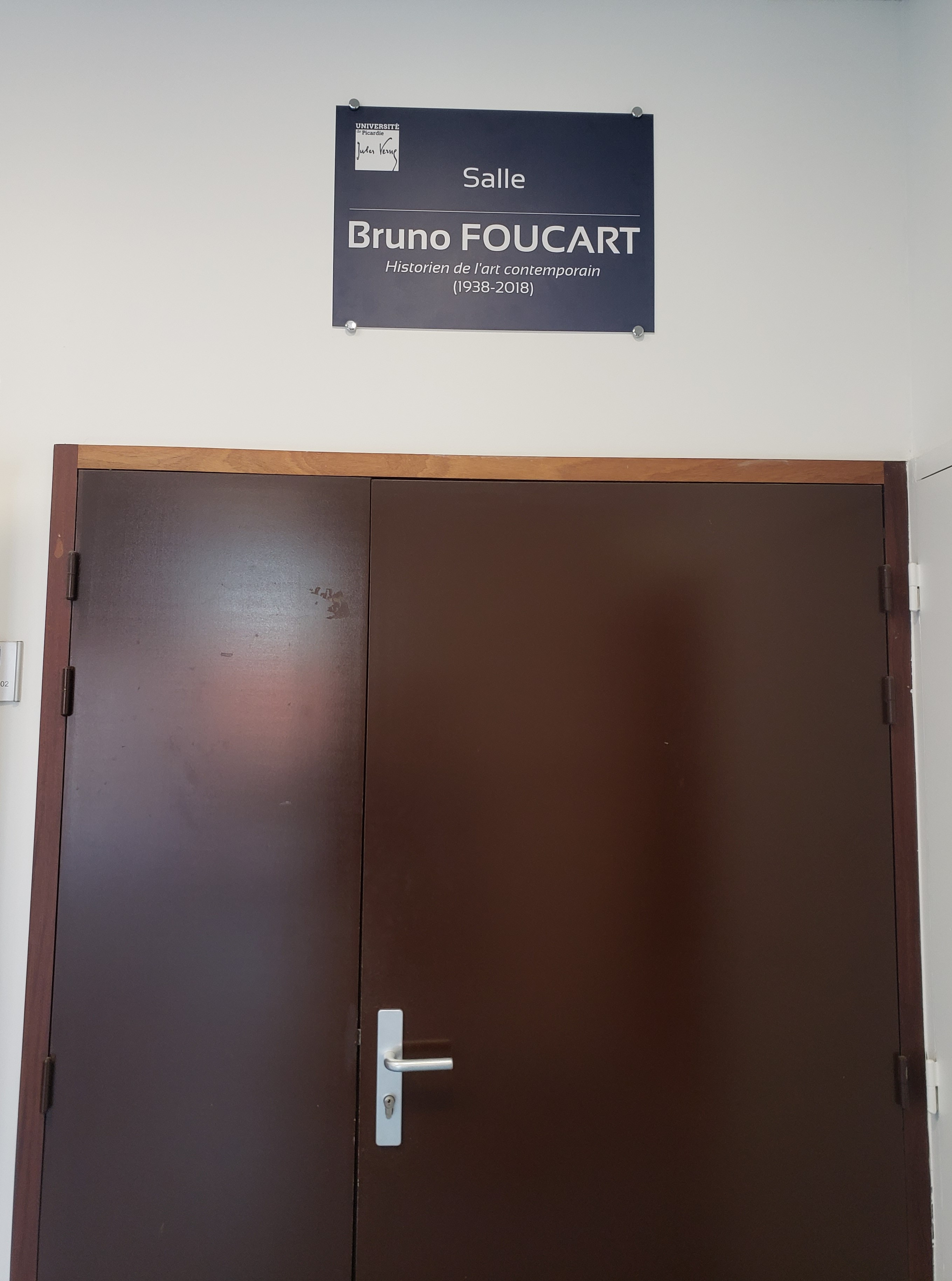
Salle nommée en l'honneur de Bruno Foucart à l'université de Picardie Jules-Verne le 14 juin 2022.

### Ouvrages
- Bruno Foucart et Véronique Noël-Bouton, Saint-Nicolas de Nantes : bataille et triomphe du néo-gothique, Paris, 1968, 181 p. (BNF 40338626)
- France. Inventaire général des monuments et des richesses artistiques de la France, Répertoire des inventaires. 10, Limousin : Corrèze, Creuse, Haute-Vienne, [bibliographie arrêtée au 1er janvier 1967] : [par Bruno Foucart ; avec la collaboration de Ghislaine Lecomte et Catherine Prouvé], Paris, Imprimerie nationale, 1970, XV-36 p. (BNF 36648302)
- Bruno Foucart, G. Courbet, Paris, Flammarion, coll. « Les maîtres de la peinture moderne », 1977, 96 p. (BNF 34592962)
- Bruno Foucart, Charles Offrey, François Robichon et Claude Villers, Normandie : l'épopée du « Géant des mers », Paris, Herscher, 1985, 207 p. (ISBN 2-7335-0086-4, BNF 34841083)
- Bruno Foucart, Sébastien Loste et Antoine Schnapper, Paris mystifié : la grande illusion du Grand Louvre, Paris, Julliard, 1985, 167 p. (ISBN 2-260-00395-8, BNF 36607584)
- Claude Mollard, Bruno Foucart et Marcelin Pleynet, Jeanclos : le tympan de Saint-Ayoul, La Rochelle & Paris, Maison de la culture & Éd. de la Différence, 1986, 53 p. (BNF 34970489)
- Bruno Foucart, Le renouveau de la peinture religieuse en France : 1800–1860, Paris, Arthéna, 1987, 443 p. (ISBN 2-903239-07-X, BNF 34910793)
- Bruno Foucart, Michèle Lefrançois et Gérard Caillet, Landowski, Paris, Van Wilder, 1989, 111 p. (ISBN 2-85299-009-1, BNF 35410303)
- Bruno Foucart (dir.), Anne-Marie Debelfort, Jean-Marc Cadier et Frédérique Giess, Adrien Dauzats et « Les Voyages pittoresques et romantiques dans l'ancienne France » du baron Taylor, Paris, Fondation Taylor, 1990, 369 p. (ISBN 2-908305-03-8, BNF 36641951)
- Bruno Foucart (dir.), Édouard-Marcel Sandoz, Paris, Fondation Taylor, 1991, 160 p. (ISBN 2-908305-05-4, BNF 35287846), p. 1881–1971 : images d'atelier
- Maurice Culot (dir.) et Bruno Foucart (dir.), Institut français d'architecture, département archives et histoire, Boulogne-Billancourt, ville des temps modernes, Paris, Mardaga, coll. « Collection Villes », 1992, 407 p. (ISBN 2-87009-477-9, BNF 37613380)
- Bruno Foucart, Courbet, Paris, Flammarion, coll. « Tout l'art. Monographie », 1995, 159 p. (ISBN 2-08-012267-3, BNF 35797349)
- Bruno Foucart, Christophe Vital, Jean-François Pinchon et al., Joël et Jan Martel : sculpteurs, 1896–1966, Paris, Gallimard-Electa, 1996, 207 p. (ISBN 2-07-015032-1, BNF 35816788)
- Jean-Louis Cohen, Serge Fauchereau, Bruno Foucart et al., Les années 30, Paris, Société française de promotion artistique, coll. « Connaissance des arts. Numéro hors-série », 1997, 66 p. (BNF 36162861)
- Yveline Cantarel-Besson, Claire Constans et Bruno Foucart (préf. Pierre Arizzoli-Clémentel), Napoléon : images et histoire, peintures du château de Versailles, 1789–1815, Paris, Réunion des musées nationaux, 2001, 334 p. (ISBN 2-7118-4124-3, BNF 37639905)
- Bruno Foucart, Alain Desmarchelier, Alain-Charles Perrot et al., Opéra de Monte-Carlo : renaissance de la salle Garnier, Paris, le Passage, 2005, 208-XIV p. (ISBN 2-84742-079-7, BNF 40107630)
- Bruno Foucart (dir.) et Françoise Hamon (dir.), L'architecture religieuse au XIXe siècle, Paris, PUPS, 2006, 363 p.-[14] (ISBN 2-84050-442-1, BNF 40246723)
- Bruno Foucart (dir.), Paul Ambille, 1930–2010 : par Paulette Ambille, témoin de sa vie, Paris, Taylor, 2013, 111 p. (ISBN 978-2-908305-00-5, BNF 43600049)
- Maurice Culot (dir.) et Bruno Foucart (dir.), Modernes Arcadies : domaines, demeures et jardins inspirés, XIXe et XXe siècles, Bruxelles et Paris, Archives d'architecture moderne et Fondation des Treilles, 2017, 461 p. (ISBN 978-2-87143-327-9, BNF 45418967)

### Préfaces et postfaces
- Marie-Madeleine Aubrun (préf. Bruno Foucart), Léon Benouville : 1821-1859 : catalogue raisonné de l'œuvre, Paris, Association des amis de Léon Benouville, 1981, 421 p. (BNF 34667917)
- Émile Zola (préf. Bruno Foucart, édition établie et annotée par Henri Mitterand), L'Œuvre, Paris, Gallimard, coll. « Collection Folio » (no 1437), 1983 (réimpr. 2006, 2020), 493 p. (ISBN 2-07-037437-8, BNF 34714858)
- Eugène-Emmanuel Viollet-le-Duc (préf. Bruno Foucart), L'éclectisme raisonné : Viollet-le-Duc, Paris, Denoël, 1984, 335 p.-[14] (ISBN 2-282-20312-7, BNF 34754967)
- Martine Kahana (préf. Bruno Foucart), L'Opéra de Paris, Paris, Centre national de la photographie, 1985, 144 p. (ISBN 2-86754-021-6, BNF 43070085)
- Jean-Claude Lesage (préf. Bruno Foucart), Peintres des côtes du Pas-de-Calais de Turner à Dubuffet, Etaples-sur-mer, AMME, Amis du musée de la marine d'Etaples-sur-Mer, 1987, 151 p. (ISBN 2-904959-07-6, BNF 35287501)
- Pierre-François-Léonard Fontaine, Journal :1799-1853, (préf. Bruno Foucart, Jean-Pierre Epron et Maurice Culot, texte établi par Marguerite David-Roy), Paris, École supérieure nationale des beaux-arts, Institut national d'architecture : Société de l'art français, 1987,  (ISBN 2-903639-47-7), (BNF 37700989)
- Juan Plazaola (préf. Pierre Dux et Bruno Foucart), Le baron Taylor : portrait d'un homme d'avenir, Paris, Fondation Taylor, 1989, 527 p. (ISBN 2-908305-00-3, BNF 35052046)
- Jean-Baptiste Minnaert (préf. Bruno Foucart, photogr. Dominique Delaunay), Pierre Barbe, architectures, Liège, Mardaga, coll. « Collection Architectes », 1991, 327 p. (ISBN 2-87009-437-X, BNF 37665123)
- Jacques Sirat et Françoise Siriex (préf. Bruno Foucart), Tapis français du XXe siècle : de l'Art nouveau aux créations contemporaines, Paris, les Éd. de l'Amateur, 1993, 237 p. (ISBN 2-85917-156-8, BNF 37171117)
- Richard Klein (préf. Bruno Foucart, photogr. Dominique Delaunay), Le Touquet Paris-Plage : la côte d'Opale des années trente, Paris, Institut français d'architecture : Norma, 1994, 166 p. (ISBN 2-909283-12-7, BNF 36150454)
- François Marius Granet et Isabelle Néto (édité par) (préf. Bruno Foucart), Granet et son entourage : correspondance, Nogent-le-Roi, Librairie des Arts et métiers, 1995, XXIX-417 p. (ISBN 2-85497-051-9, BNF 36687127)
- Dominique Dussol (préf. Bruno Foucart), Art et bourgeoisie : la Société des amis des arts de Bordeaux, 1851–1939, Bordeaux, le Festin : Atelier du CERCAM, 1997, 287 p. (ISBN 2-909423-28-X, BNF 36963496)
- Antoine Le Bas (préf. Bruno Foucart, photogr. Philippe Ayrault), Boulogne-Billancourt, 1800–2000 : ville d'art et d'essai, Hauts-de-Seine / Inventaire général des monuments et des richesses artistiques de la France, Paris et Boulogne-Billancourt, Association pour le patrimoine de l'Île-de-France et Ville de Boulogne-Billancourt, 1997, 114 p. (ISBN 2-905913-21-5, BNF 36700076)
- Rosa Bonheur : [exposition, Bordeaux, Musée des beaux-arts, 24 mai – 31 août 1997, Barbizon, Musée de l'École de Barbizon, 19 septembre – 18 novembre 1997, New York, Dahesh museum, 16 décembre 1997 – 21 février 1998], Bordeaux, Musée des beaux-arts de Bordeaux et William Blake and co, 1997, 191 p.-LXVI (ISBN 2-84103-070-9, BNF 36996747)
- Susan Day (préf. Bruno Foucart), Jean-Charles Moreux : architecte-décorateur-paysagiste, Paris, Norma éd., 1999, 375 p. (ISBN 2-909283-44-5, BNF 37087034)
- Françoise Bercé (postface Bruno Foucart), Des monuments historiques au patrimoine, du XVIIIe siècle à nos jours ou Les égarements du cœur et de l'esprit, Paris, Flammarion, 2000, 225 p. (ISBN 2-08-012803-5, BNF 37112638)
- Jean-Claude Daufresne (préf. Bruno Foucart), Fêtes à Paris au XXe siècle, Sprimont, Mardaga, 2001, 287 p. (ISBN 2-87009-760-3, BNF 42621135)
- Le marin ivre : Arie van de Giessen, 1896–1950 (préf. Bruno Foucart), Bruxelles, A.A.M., 2003 (ISBN 2-87143-141-8, BNF 39976721)
- Bernard Jacqué (préf. Bruno Foucart), Brésil panoramique, papiers peints du XIXe siècle : [exposition, Bibliothèque Marmottan, 16 novembre 2005 au 28 janvier 2006] / organisée par la ville de Boulogne-Billancourt et l'Académie des beaux-arts], Saint-Rémy-en-l'Eau, M. Hayot, 2005, 85 p. (ISBN 2-903824-51-7, BNF 40087362)
- Pierre-Emmanuel Martin-Vivier (préf. Bruno Foucart), Jean-Michel Frank : l'étrange luxe du rien, Paris, Norma éd., 2006, 399 p. (ISBN 2-915542-04-X, BNF 40227972)
- Paul Marmottan (préf. Bruno Foucart), Élisa Bonaparte : sœur de Napoléon et princesse des arts, Saint-Cloud, Éd. Soteca-Napoléon 1er, 2012, 436 p. (ISBN 978-2-916385-52-5, BNF 43678394)
- Pierre Sérié (préf. Bruno Foucart, Peter Cooke), La peinture d'histoire en France, 1860–1900 : la lyre ou le poignard, Paris, Arthena, Association pour la diffusion de l'art, 2014, 590 p. (ISBN 978-2-903239-52-7, BNF 43829079)

### Articles
- Bruno Foucart, « Les Salons sous le Consulat et les diverses représentations de Bonaparte », Revue de l'Institut Napoléon, no 111,‎ avril 1969, p. 113-119
- Bruno Foucart, « Victor Mottez et les fresques du salon Bertin », Bulletin de la Société de l'histoire de l'art français, 1969, p. 153-173
- Véronique Noël-Bouton et Bruno Foucart, « Les projets d'église pour Napoléonville (1802–1809) de Guy de Chabrol à Guy de Gisors », Bulletin de la Société de l'histoire de l'art français,‎ 1971, p. 235-252
- Bruno Foucart, « Questel et la bibliothèque-musée de Grenoble (1862-1872) », Bulletin de la Société de l'histoire de l'art français, 1975, p. 281-301
- Bruno Foucart et Didier Rykner, « L'Ange et l'Enfant, iconographique d'un thème romantique sous l'inspiration de Jean Reboul », Bulletin de la Société de l'histoire de l'art français, 2004, p. 257-282
- Bruno Foucart, Deux siècles précurseurs, vol. I, Paris, Norma éd., 2008, 764 p.

### Catalogues d'exposition
- Gustave Vuillemot (dir.) (préf. Bruno Foucart), Centenaire d'André Suréda, peintre et graveur (1872–1930) : exposition temporaire, mai – octobre 1972, Autun, Musée Rolin, 1972, 28 p. (BNF 35401274)
- Elisabeth Walter, Bruno Foucart et Brian Brace Taylor, 20 ans d'architecture à Boulogne-Billancourt, 1920–1940 : [exposition], Institut de France, Académie des beaux-arts, bibliothèque Marmottan, [Boulogne-Billancourt, 22 mai – 23 juin 1973], Boulogne-Billancourt, bibliothèque Marmottan, 1973, 47 p. (BNF 35200792)
- Véronique Noël-Bouton (préf. Bruno Foucart), Amaury-Duval : 1808–1885 : exposition, 2 mai – 3 juin 1974, ville de Montrouge / [publié par la] Ville de Montrouge, Montrouge, la Ville, 1974, 73-[29] (BNF 35354367)
- Bibliothèque Marmottan (préf. Bruno Foucart), Napoléon : caricatures et dessins humoristiques de 1800 à nos jours : exposition, du 17 octobre au 16 novembre 1975, Boulogne-Billancourt, bibliothèque Marmottan, 1975, XX-98 p. (BNF 34551374)
- Bruno Foucart, Alice Fleury et Claude Blondat, Le sculpteur Max Blondat : 1872–1925, du modern style à l'art déco, Beauvais, musée départemental de l'Oise, 1979, 40 p. (BNF 34625661)
- François Robichon et Bruno Foucart, Job : Napoléon mis en images, Boulogne-Billancourt, bibliothèque Marmottan, 1980, XIX-23 p. (BNF 34655283)
- Bruno Foucart et Francette Woimant, Louttre.B : l'œuvre gravé, 1960–1983, Paris, F. Hazan, 1985, 131 p. (BNF 38965492)
- Louis Visconti : 1791–1853 (préf. Jean-Pierre Babelon et Bruno Foucart), Paris, Délégation à l'action artistique de la Ville de Paris, 1991, 268 p. (ISBN 2-905118-38-5, BNF 35476296)
- Bruno Foucart et Jean-Marc Chouvel, Francis Brun : [exposition, Casa de Velázquez, Madrid, 28 mai – 21 juin 1992], Madrid, Casa de Velázquez, 1992, 15 p. (BNF 39977864)
- Jean-François de Canchy et Jean-Christophe Gourvennec (préf. Bruno Foucart), Henri Gervex,1852–1929 : [exposition, Bordeaux, Galerie des Beaux-Arts, 11 mai – 30 août 1992 ; Paris, Musée Carnavalet, 1er février – 2 mai 1993 ; Nice, Musée des Beaux-Arts, 27 mai – 29 août 1993], Paris, Paris-Musées, 1992, 255 p. (ISBN 2-87900-075-0, BNF 35513030)
- Bruno Foucart et Jean-Louis Gaillemin, Les décorateurs des années 40, Paris, Norma éd., 1998, 302 p. (ISBN 2-909283-43-7, BNF 37030166)Publ. à l'occasion d'une exposition organisée par la Ville de Boulogne-Billancourt au Centre culturel, du 17 novembre 1998 au 16 janvier 1999
- Bruno Foucart, Rosalind Pepall, Colombe Samoyault-Verlet et al., Ruhlmann, un génie de l'art déco, Boulogne-Billancourt, Paris et Montréal (Québec) :, Musée des années 30, Somogy et Musée des beaux-arts de Montréal, 2001, 323 p. (ISBN 2-85056-491-5, BNF 41007199)
- Bruno Gaudichon, Philippe Guérin, Bruno Foucart et al., Louis Billotey : l'ambition classique, Paris, Somogy, 2002, 202 p. (ISBN 2-85056-547-4, BNF 38843344)Publ. à l'occasion de l'exposition présentée au Musée départemental de l'Oise, Beauvais, du 24 avril au 23 juin 2002, au Musée Sainte-Croix, Poitiers, du 28 juin au 1er septembre 2002, à La Piscine-Musée d'art et d'industrie André Diligent, Roubaix, du 4 octobre au 8 décembre 2002, au Musée du Donjon, Niort, du 20 décembre 2002 au 20 février 2003, au Musée des Années 30, Boulogne-Billancourt, mai – juin 2003
- Marie-Paule Vial, Bruno Foucart et Claude-Jeanne Bonnici, Paul Guigou, 1834–1871 : [exposition], Marseille, Musée des beaux-arts, 29 octobre 2004 – 26 février 2005, Paris, Musée Marmottan-Monet, 15 mars – 26 juin 2005, Marseille et Paris, J. Laffitte, musée des beaux-arts de Marseille et musée Marmottan-Monet, 2004, 214 p. (ISBN 2-86276-415-9, BNF 39267162)
- Pierre Rosenberg, Emmanuel Bréon, Bruno Foucart et al., Augustin Rouart : le réalisme magique : [exposition, Boulogne-Billancourt, Musée des années 30, 19 janvier – 5 mars 2006], Paris et Boulogne-Billancourt, Somogy et musée des années 30, 2005, 159 p. (ISBN 2-85056-951-8, BNF 40196671)
- Bruno Foucart, Jean-Michel Bacquet et son « traiter » du paysage : observation, interprétation, récréation, Flayosc, [J.-M. Bacquet], 2005, 13 p.-VIII (ISBN 2-9523747-0-8, BNF 39956480)Publ. à l'occasion de l'exposition « Paysages », Cambrai, Maison Falleur, 10 mars – 24 avril 2005 et Prieuré d'Airaines, Somme, 14 mai – 18 septembre 2005
- Bruno Foucart, Mathieu Pinette et Marie-Christine Boucher, Puvis de Chavannes : une voie singulière au siècle de l'impressionnisme : exposition au musée de Picardie, Amiens, du 5 novembre 2005 au 12 mars 2006, Amiens, musée de Picardie, 2005, 304 p. (ISBN 2-908095-35-1, BNF 40115264)
- Patrick Le Nouëne, Caroline Chaine, Nicolas Coutant, Bruno Foucart et al., Lancelot-Théodore Turpin de Crissé, peintre et collectionneur : Paris, 1782-1859 : [exposition, Angers, Musée des beaux-arts, 16 décembre 2006-15 avril 2007, Boulogne-Billancourt, Bibliothèque Marmottan, 10 mai-30 juin 2007], Angers et Paris, musée des beaux-arts d'Angers et Somogy, 2006, 316 p. (ISBN 2-7572-0044-5, BNF 40966692)
- Bruno Foucart, Jean-Christophe Castelain, Marion Lagrange, Dominique Dussol et al., Alfred Roll, 1846–1919 : le naturalisme en question : [exposition, Bordeaux, Musée des beaux-arts, 6 décembre 2007 – 6 avril 2008], Paris et Bordeaux, Somogy et musée des beaux-arts de Bordeaux, 2007, 191 p. (ISBN 978-2-7572-0159-6, BNF 41182652)
- Françoise Siriex, Bruno Foucart, Yves Badetz et al., Leleu : 50 ans de mobilier et de décoration, 1920–1970 : [exposition, Roubaix, La Piscine, 15 juin – 16 septembre 2007, Boulogne-Billancourt, Musée des années 30, 25 septembre 2007 – 6 janvier 2008], Paris, Somogy, 199 p. (ISBN 978-2-75720-101-5, BNF 41078571)
- Bruno Foucart, Antoinette Le Normand-Romain, Paul-Louis Rinuy et al., Carlo Sarrabezolles, 1888-1971 [Texte imprimé] : de l'esquisse au colossal : [exposition, Roubaix, La Piscine-Musée d'art et d'industrie André Diligent, 21 juin – 20 septembre 2008, Reims, Musée des beaux-arts, 16 octobre 2008 – 25 janvier 2009, Paris, 15 square de Vergennes, 10 février – 30 mai 2009, Mont-de-Marsan, Musée Despiau-Wlérick, 26 juin – 20 septembre 2009 et Chambéry, Musée savoisien, automne 2009 – hiver 2010] / [organisée par les villes de Roubaix, Reims, Mont-de-Marsan et Chambéry], [Montreuil], Gourcuff Gradenigo, 2008, 192 p. (ISBN 978-2-35340-044-7, BNF 41477003)
- Pierre Rosenberg, Bruno Foucart, Dominique Dussol et al., Collection particulière, le goût d'un amateur bordelais : [exposition], Musée des beaux-arts de Bordeaux, 12 décembre 2008 – 3 mai 2009 et 16 mai – 11 octobre 2009 / [organisée par le Musée des arts décoratifs et le Musée des beaux-arts de Bordeaux], Bordeaux, le Festin, 2009, 173 p. (ISBN 978-2-915262-92-6, BNF 41462602)
- Bruno Foucart, François Legrand, Véronique Alemany et al. (préf. Alain Gest), Albert Maignan, peintre et décorateur du Paris fin de siècle : [exposition, Paris, Fondation Taylor, 11 mars-16 juillet 2016] / [organisée en partenariat avec le Musée de Picardie], Paris, Norma éd., 2016, 175 p. (ISBN 978-2-9155-4284-4, BNF 45033458)

## Commissariat d'expositions
- « 20 ans d’architecture à Boulogne-Billancourt, 1920–1940 », Boulogne-Billancourt, bibliothèque Marmottan, 22 mai – 23 juin 1973
- « Amaury-Duval, 1808–1885 », Montrouge, 19e salon, 2 mai – 3 juin 1974
- « Le sculpteur Max Blondat, 1872–1925, du modern style à l'art déco », Beauvais, musée départemental de l'Oise, 1979
- « Viollet-le-Duc », Paris, Galeries nationales du Grand Palais, 19 février – 5 mai 1980[17]
- « Job, Napoléon mis en images », Boulogne-Billancourt, bibliothèque Marmottan, 8 octobre – 15 novembre 1980
- « La tradition et l'innovation dans l'art français par les peintres des salons », Fukuoka, musée municipal, 17 mars – 25 mai 1989
- « Raffet, 1804–1860 », Boulogne-Billancourt, bibliothèque Marmottan, 24 mars – 10 juillet 1999[18]
- « Un peintre de l’épopée napoléonienne : le colonel Langlois, 1789–1870 », Boulogne-Billancourt, bibliothèque Marmottan 11 octobre 2000 – 24 février 2001[19]
- « Camille de Tournon, le préfet de la Rome napoléonienne, 1809–1814 », Boulogne-Billancourt, bibliothèque Marmottan, 3 octobre 2001 – 26 janvier 2002[20]
- « Scènes d’intérieur, aquarelles des collections Mario Praz et Chigi », Boulogne-Billancourt, bibliothèque Marmottan, 20 novembre 2002 – 15 février 2003[21],[22]
- « Tapis d’Empire, maquettes de la collection Marmottan », Boulogne-Billancourt, bibliothèque Marmottan, 23 octobre 2003 – 31 janvier 2004[n 4],[23]
- « Les clémences de Napoléon, l’image au service du mythe », Boulogne-Billancourt, bibliothèque Marmottan, 6 octobre 2004 – 29 janvier 2005[24]
- « Brésil panoramique, papiers peints du xixe siècle », Boulogne-Billancourt, bibliothèque Marmottan, 16 novembre 2005 – 28 janvier 2006, avec Bernard Jacqué[25]
- « Charles Meynier, 1763–1832 », Boulogne-Billancourt, bibliothèque Marmottan, 14 mars – 21 juin 2008[n 5],[26],[27]
- « Charlet. Aux origines de la légende napoléonienne, 1792–1845 », Boulogne-Billancourt, bibliothèque Marmottan, 5 mars – 27 juin 2009, avec Nathalie Bocher[n 6],[28],[29]

## Décorations
Parmi les décorations françaises, Bruno Foucart est récipiendaire de :
- Officier de la Légion d'honneur Il est chevalier du 26 janvier 1989, et est promu officier le 6 avril 2012[30] ;
- Officier de l'ordre national du Mérite Il est chevalier du 15 avril 1974, et est promu officier le 13 mai 1996[31] ;
- Officier de l'ordre des Palmes académiques ;
- Commandeur de l'ordre des Arts et des Lettres Il est fait commandeur lors de la promotion du 15 novembre 1996[32].

Le 2 mai 2012, le ministre de la Culture Frédéric Mitterrand remet à Bruno Foucart les insignes d’officier de l’ordre de la Légion d’honneur. À cette occasion, il salue comme « décisive » son action en faveur du patrimoine, ajoutant que ses travaux ont permis de révéler « au grand public l’intérêt des hôtels de ville, des palais de justice et des églises d’un siècle jusque-là décrié par les historiens de l’art ».